# Rivière Manouane (Rivière Saint-Maurice)
Der Rivière Manouane ist ein ca. 73 km langer rechter Nebenfluss des Rivière Saint-Maurice in den Verwaltungsregionen Lanaudière und Mauricie der kanadischen Provinz Québec.

## Flusslauf
Der Rivière Manouane ist einer der fünf wichtigsten Nebenflüsse des Rivière Saint-Maurice. Der aufgestaute See Lac Kempt bildet den Ursprung des Flusses. Abstrom durchfließt der Rivière Manouane die ebenfalls aufgestauten Seen Lac Manouane (⊙) und Lac Chateauvert (⊙) in nordöstlicher Richtung. Er mündet schließlich bei Wemotaci rechtsseitig in den Rivière Saint-Maurice. Der Nebenfluss Rivière Ruban trifft 1,6 km oberhalb der Einmündung in den Rivière Saint-Maurice linksseitig auf den Rivière Manouane.

## Hydrometrie
Bei Flusskilometer 23, direkt unterhalb des Lac Châteauvert, befindet sich der Abflusspegel 02NB001 (⊙). Der gemessene mittlere Abfluss (MQ) an dieser Stelle für den Messzeitraum 1918–1994 betrug 46,2 m³/s.
Im folgenden Schaubild werden die mittleren monatlichen Abflüsse des Rivière Manouane am Pegel 02NB001 für den Messzeitraum 1918–1994 in m³/s dargestellt.